# Enfilament d'instruccions
L'enfilament d'instruccions o (amuntegament d'instruccions) es dona quan les instruccions augmenten en nombre i mida en el temps fins que es tornen ingestionables. Pot ser perjudicial per a l'èxit de grups grans com ara corporacions. S'origina per la ignorància del principi KISS i resulta en una superposició de procediments complexos que sovint no són ben entesos i seguits d'una gran irritació, o ignorats.
La fal·làcia fonamental de l'amuntegament d'instruccions és la creença que la gent llegeix instruccions amb el mateix nivell d'atenció i comprensió, independentment del volum o la complexitat d'aquestes instruccions. Una conseqüència és la creació de moltes regles que intenten deliberadament controlar a unes altres per imposició, sense considerar cap consens ni col·laboració. Això tendeix a antagonitzar a altres, inclús quan als instigadors els sembla que estan actuant encertadament.
L'amuntegament d'instruccions és comú en organitzacions complexes, on les regles i les pautes són creades per grups canviants de persones a través de llargs períodes. L'estat constant de flux en aquests grups sovint els porta a afegir més instruccions, en comptes de modificar o consolidar les existents. Això pot esdevenir en una superposició considerable en el missatge o l'esperit de les directrius, a costa de la claredat, l'eficiència i la comunicació.